# Institut français de Florence
L'Institut français Firenze (IFF), o Institut français de Florence, o Istituto Francese di Firenze, ha sede presso palazzo Lenzi, nel centro storico di Firenze. Fondato nel 1907 allo scopo di diffondere la cultura francese in Italia e promuovere scambi culturali tra Francia e Italia, è il più antico Institut français del mondo. Parte integrante della rete culturale della diplomazia francese in Italia negli ambiti culturale, educativo, scolastico e universitario, ha assunto la denominazione ufficiale di Institut français Firenze nel 2012.

## Storia
Progettato nei primissimi anni del Novecento e fondato il 9 novembre 1907 con una delibera del Consiglio dell’Università di Grenoble, l’Istituto Francese di Firenze aprì le porte al pubblico il 27 aprile 1908 quando – proprio in occasione dell’anniversario dell’insurrezione toscana del 1859 – inaugurò la sua prima sede al primo piano di Palazzo Fenzi, in Via San Gallo 10, dove attualmente si trova il Dipartimento SAGAS dell’Università degli Studi di Firenze; nel 1912 l’istituto si trasferì definitivamente presso Palazzo Lenzi in Piazza Daniele Manin, attuale Piazza Ognissanti 2. Grande animatore dell’iniziativa fu Julien Luchaire – nativo di Bordeaux (15 agosto 1876) e dal 1906 professore di lingua e letteratura italiana alla Facoltà di Lettere dell’Università di Grenoble –, che diresse l’istituto fino alla conclusione della prima guerra mondiale, quando fu costretto ad abbandonarlo nel pieno della crisi del primo dopoguerra.
(Julien Luchaire, Confession d’un français moyen. trad.: Menchino)

### Dalla fondazione alla Prima guerra mondiale (1907-1914)

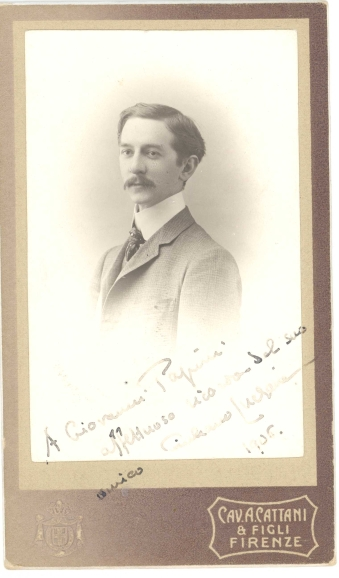
Julien Luchaire a Firenze nel 1906

Il primo istituto culturale francese del mondo venne dunque fondato a Firenze da Julien Luchaire che, docente a Grenoble, ebbe la capacità di costruire e poi valorizzare sia le collaborazioni strette con l’Università degli Studi di Firenze, il Gabinetto Scientifico Letterario G.P. Vieusseux, le associazioni culturali e le reti di intellettuali, sia i contatti con personalità politiche attive nella città toscana. Non a caso, le risorse finanziarie per l’esercizio delle attività nei primi anni (1908-1909) giunsero solo in piccola parte dall’Università di Grenoble (500 franchi l’anno) e arrivarono invece soprattutto da sovvenzioni di enti e associazioni culturali presenti a Firenze (Accademia delle scienze morali e politiche: 8 000 franchi; Società degli amici dell’Istituto francese: 1 200 franchi; Biblioteca di arte e archeologia: 1 500 franchi; Gruppo lionese: 1 700 franchi; Patronato degli studenti stranieri: 500 franchi), dal Governo italiano (Ministero della Pubblica Istruzione: 1 000 franchi) o da privati (Barone Edmond de Rothschild: 5 000 franchi; Hugo Finaly e signora: 1 000 franchi; Marchesa Arconati Visconti: 1 000 franchi); queste sovvenzioni si sommavano a quelle provenienti dal pagamento delle iscrizioni degli studenti ai corsi di lingua (che oscillavano tra i 400 e i 1 000 franchi negli anni 1908 e 1910). Fu solo negli anni dieci che il governo francese (Ministeri della Pubblica Istruzione e degli Affari Esteri) iniziò a finanziare in modo cospicuo l’istituto, che fu poi gestito direttamente dalla direzione dell’Università di Grenoble, fino agli anni successivi alla Grande Guerra, prima di passare sotto l’egida del Ministero degli Affari Esteri, tramite l’Ambasciata di Francia.
Significativa fu la scelta di Firenze come sede del primo istituto culturale francese al mondo. I motivi furono vari: Firenze era stata la città di Dante, Boccaccio e Petrarca, capitale della lingua nazionale e poi anche del Regno (1865-1870). Ma, soprattutto, quella che era la «città più artigiana d’Italia» appariva come l’epicentro degli «ateniesi d’Italia». Già storica tappa indispensabile per il Grand Tour dei rampolli delle nobiltà europee e gli intellettuali delle società d'ancien régime, sede del Gabinetto Scientifico-Letterario Vieusseux dal 1819 (vero modello di riferimento per Luchaire), nonché del Kunsthistorisches Institut dal 1897 (l’istituto tedesco con cui l’IFF era in competizione), effervescente centro di formazione e diffusione dei nuovi movimenti intellettuali del primo Novecento e delle riviste d’avanguardia, collocata tra Roma e Milano, Firenze era un luogo chiave per sviluppare una politica di “diplomazia culturale” che potesse competere con la presenza tedesca e incrinare i rapporti tra Italia e Germania, in un periodo di crescita delle tensioni internazionali e di crisi dei rapporti diplomatici tra Francia e Italia, nel tentativo di far distaccare il Regno d’Italia dall’alleanza con gli Imperi centrali (il Patto della Triplice alleanza tra Germania, Austria-Ungheria e Italia era stato firmato nel 1882 a Vienna e venne confermato varie volte, fino al 1912).

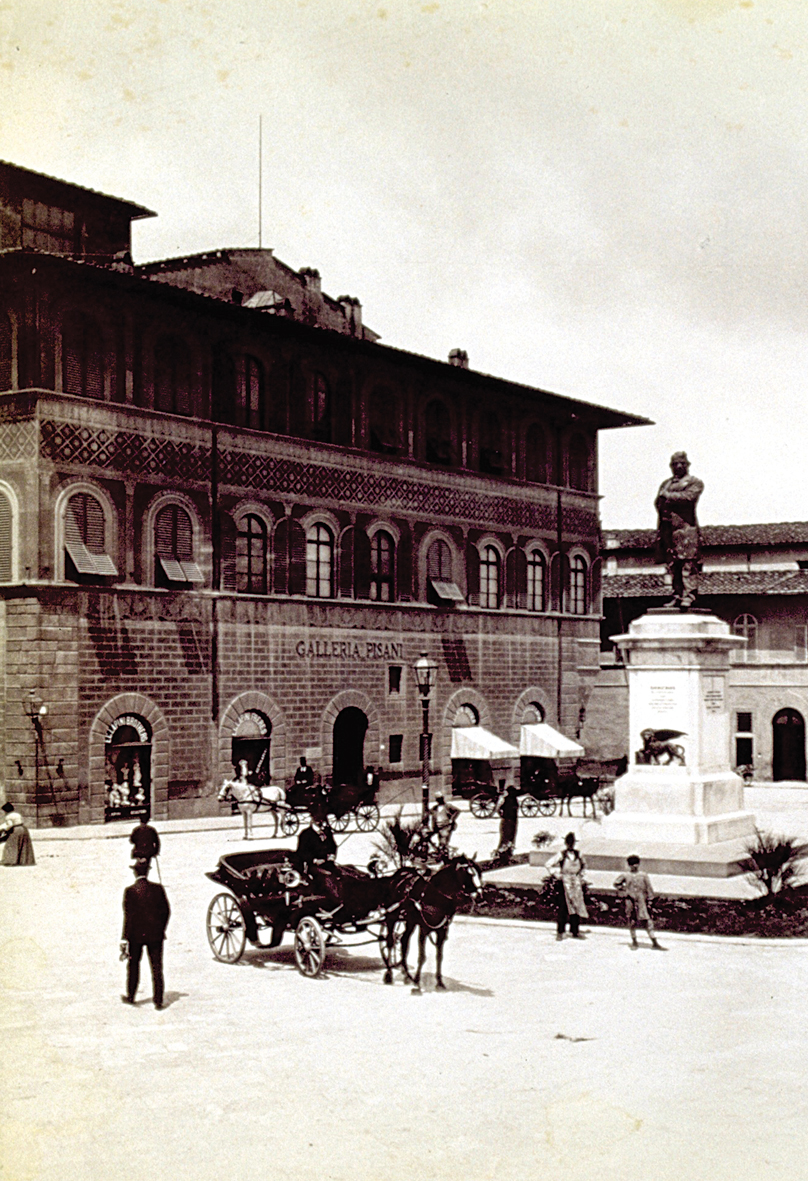
Palazzo Lenzi, piazza Daniele Manin (ora piazza Ognissanti), nel 1912

Si trattava quindi di un pionieristico tentativo di politica diplomatica fatta attraverso la cultura, la lingua, lo scambio e il confronto intellettuale, guidato da un uomo come Luchaire che, non a caso, negli anni tra le due guerre mondiali avrebbe svolto un ruolo rilevante nella Commissione Internazionale per la Cooperazione Intellettuale della Società delle Nazioni e poi in organismi che avrebbero rappresentato un modello per la futura UNESCO, come l’Istituto Internazionale di Cooperazione Intellettuale. Se all’inaugurazione dell’istituto parteciparono esponenti della cultura e della politica attivi a Firenze, come Paul Sabatier, Pio Rajna, Guido Mazzoni, Pasquale Villari o Robert Davidsohn, nei primi anni di attività furono presenti all’istituto persone alle quali il direttore dell’IFF era personalmente legato, come Giovanni Papini, Giuseppe Prezzolini e soprattutto Gaetano Salvemini, che nel 1916 avrebbe sposato l'ex moglie di Julien Luchaire, Fernande Dauriac (1877-1954), madre di Jean Luchaire e Marguerite Luchaire.
Sorto come una appendice dell’Università di Grenoble, l’istituto inizialmente operò sviluppando l’attività sull’insegnamento linguistico dell’italiano per studenti francesi e del francese per studenti italiani, anche nell’ambito della preparazione dei futuri insegnanti, in vista dei concorsi universitari volti all’insegnamento (Agrégation d’italien). Successivamente si svilupparono altre sezioni dedicate alla storia dell’arte e della musica (il Dipartimento di musica, in un periodo precedente all’intervento italiano in guerra, fu diretto da Romain Rolland dal 1909 al 1914). Ma se l’attività che riscosse il maggior successo immediato fu quella dell’insegnamento del francese per italiani e italiane intenzionati a ottenere un diploma riconosciuto dallo Stato, il progetto che avrebbe avuto gli sviluppi più importanti nei decenni successivi fu quello della costituzione progressiva di una biblioteca, unica nel suo genere a Firenze e qualitativamente rilevante a livello internazionale, tanto da essere definita, nel 1958, come «la più importante biblioteca per gli studi francesi in Italia». In questo contesto è stato individuato l’emergere di «una vera strategia culturale» inserita nell’ambito della politica culturale e della diplomazia francese.
In pochi anni, l’Istituto moltiplicò le sue iniziative, che tesero a rivolgersi alla città e non solo agli ambienti universitari. Conferenze, apertura di un ufficio per le informazioni e gli scambi (diretto da Benjamin Crémieux tra 1911 e 1913), costituzione di una sezione per gli studi economici e giuridici, dibattiti con autori italiani e francesi, pubblicazioni e persino giornali periodici furono solo le attività più rilevanti che concorrevano a fare dell’Istituto un punto di riferimento per la cultura e la politica della Francia in Italia, anche grazie alle corpose sovvenzioni che oramai arrivavano dal Ministero degli Affari Esteri. Il successo dell’IFF fu tale che l’istituto divenne una sorta di modello per l’apertura di altri organismi culturali, come ad esempio il British Institute of Florence (1917), il primo istituto culturale inglese fondato al di fuori delle isole britanniche.

### Gli anni della Grande Guerra (1914-1918)
(Julien Luchaire, Confession d’un français moyen. trad.: Menchino)

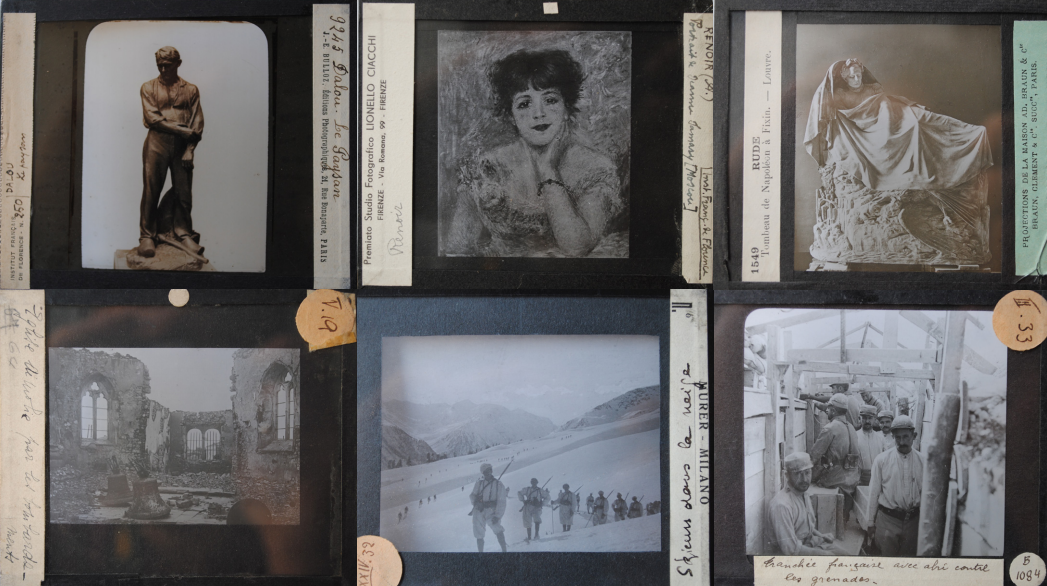
Diapositive su vetro dell’Institut Français Firenze (1908-1920)

Con lo scoppio della prima guerra mondiale, e la scelta neutralista operata dal Regno d’Italia, nel 1914 l’Istituto francese di Firenze divenne un attivissimo centro di propaganda a favore dell’intervento italiano in guerra al fianco delle potenze dell’Intesa contro gli Imperi centrali. Luchaire organizzò e animò direttamente cicli di conferenze in molte città d’Italia, usando moderne tecniche di comunicazione – già sperimentate in ambito didattico – come le diapositive su vetro che ancora oggi sono conservate presso l’Archivio dell’istituto, con centinaia di immagini volte a mostrare l’«orrore della guerra tedesca» e la vicinanza storica e culturale delle «sorelle latine», Italia e Francia, che avrebbero dovuto combattere fianco a fianco contro la «barbarie» della kultur tedesca, usando una retorica anche di tipo razziale. In questa fase Luchaire valorizzò i suoi contatti con gli ambienti della cultura italiana che si erano piegati all’interventismo; alle sue riunioni parteciparono anche uomini come Benito Mussolini (al quale Luchaire, stando a ciò che racconta nelle sue memorie, avrebbe fornito un finanziamento). Al piano terra di Palazzo Lenzi fu aperta una Casa del soldato (il Ricreatorio franco-italiano per i soldati, dotato di docce, guardaroba, biblioteca, sala proiezioni, scrittoio, bar, ecc.) e a Milano, una delle capitali dell’interventismo italiano, venne aperta una succursale dell’Istituto Francese.
Nel 1916 i figli di questi adulti interventisti fondarono la Lega latina della gioventù, animata da Jean Luchaire, figlio primogenito di Julien, e da Leo Ferrero, figlio di Guglielmo, che coinvolse giovani studenti dei licei fiorentini come Alessandro Pavolini, Nello Rosselli, Pier Filippo Gomez o Franco Passigli, e anche un numero significativo di studentesse.
Nell’ultima fase della guerra, Luchaire operò per costruire un Istituto Francese a Napoli, che sarebbe stato inaugurato nel 1919, con la direzione di Paul-Marie Masson.

### La crisi del dopoguerra e il fascismo (1919-1939)

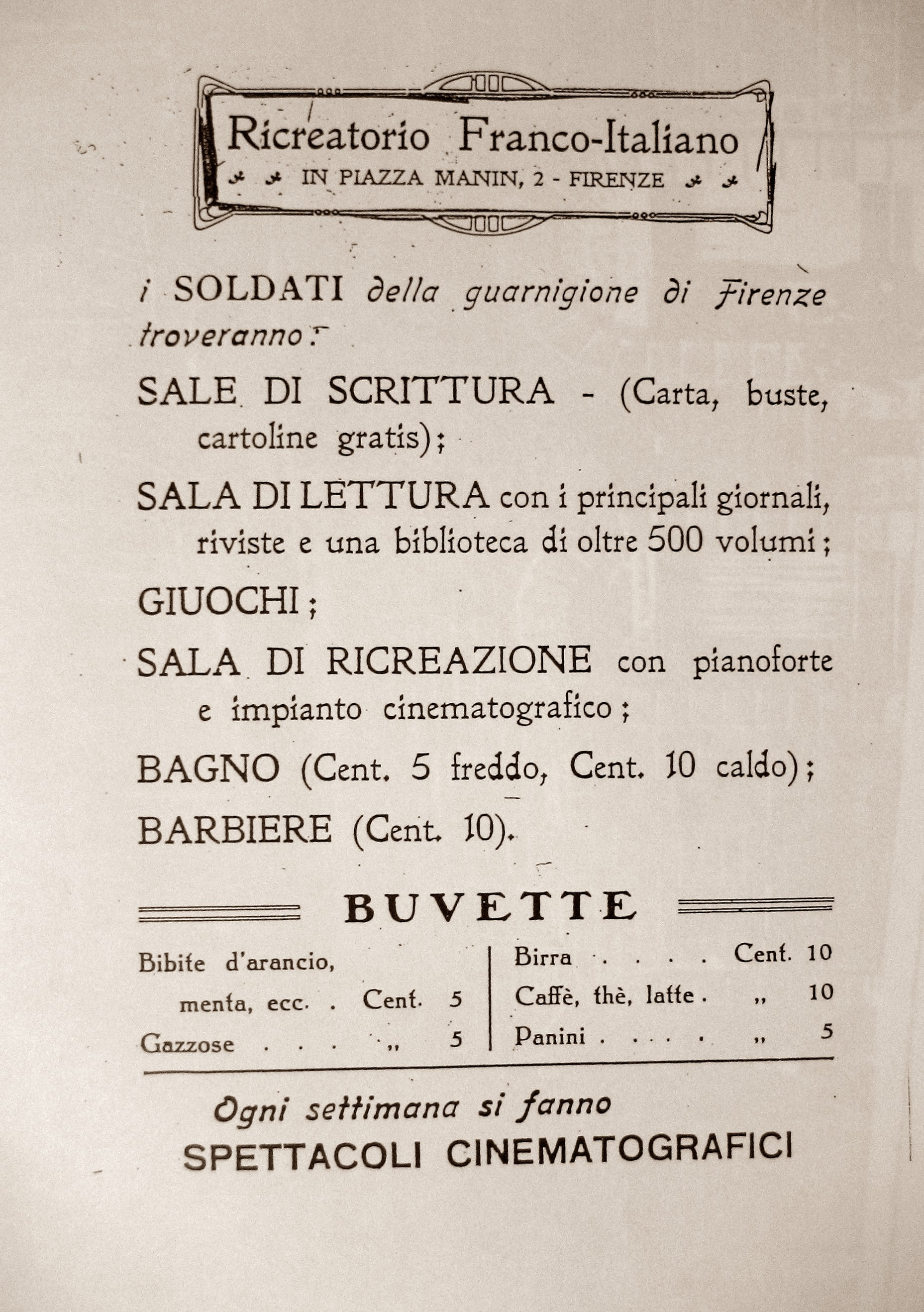
Ricreatorio franco-italiano per i soldati

Finita la guerra, nel 1919 emersero nuove tensioni internazionali anche tra i paesi vincitori del conflitto; la diplomazia italiana si scontrò con quella francese rispetto alla definizione dei nuovi confini sul Mare Adriatico e alla spartizione delle conquiste coloniali. Il fronte interventista italiano si spaccò e Luchaire iniziò a cadere in disgrazia, attaccato sia dall’interventismo nazionalista, fortemente radicato a Firenze, sia dal Ministero degli Affari Esteri di Parigi e dall’ambasciatore di Francia Camille Barrère, che intendevano riprendere il pieno monopolio delle relazioni diplomatiche con l’Italia in un momento in cui la politica "interventista democratica", parte del cosiddetto interventismo di sinistra, era divenuta obsoleta con l'affermarsi della retorica della "vittoria mutilata", e mentre la penisola era attraversata da tumulti e movimenti sociali animati dalle classi popolari e dagli ex combattenti.
Negli ultimi mesi del 1919 Luchaire fu sempre meno presente a Firenze e la direzione dell’istituto passò di fatto nelle mani di Gustave Soulier, in qualità di directeur adjoint, che venne formalmente nominato direttore dell’IFF nel 1920. Quell’anno Luchaire fu definitivamente allontanato dall’istituto di Firenze e proseguì la sua carriera in Francia, nell’ambito degli organismi culturali della neonata Società delle Nazioni; tra le due guerre mondiali svolse un ruolo rilevante per la costruzione e la direzione di istituti che avrebbero posto le premesse per la creazione dell’UNESCO.
Gli anni del fascismo furono un periodo difficile per l’istituto, diretto dal 1921 al 1938 dallo storico dell’arte Henri Graillot (1868-1949) e successivamente dall’italianista dell’Università di Grenoble Pierre Ronzy (1883-1976), membro dell’Accademia della Crusca e di quella dei Lincei, che avrebbe guidato l’istituto dalla vigilia della seconda guerra mondiale fino al 1954. Anche se le attività e le iniziative pubbliche persero quella connotazione politica che avevano avuto fin dalla fondazione, e il lavoro dei direttori e dei docenti si concentrò su corsi ed eventi prettamente culturali, negli anni venti e trenta singoli esponenti dell’istituto e la sua direzione subirono attacchi di vario tipo dal fascismo fiorentino.

### Dalla chiusura alla rinascita (1940-1944)
Lo scoppio della Seconda guerra mondiale e l'attacco italiano alla Francia portarono alla messa sotto sequestro dell’istituto da parte delle autorità fasciste. L’IFF fu costretto a chiudere le porte e mise in una sorta di “veglia” le sue attività, che ripresero solo dopo l’agosto 1944, grazie alla Liberazione di Firenze. Il senso di rinascita che caratterizzò gli anni successivi, in una città governata da una nuova classe politica che aveva forti legami con la società locale che stava vivendo un profondo rinnovamento, è testimoniato dagli interventi che furono presentati in occasione del cinquantenario dell’istituto, ad esempio dall’ex direttore Pierre Ronzy: « Je songe à un vers de Pierre de Nolhac vieilli: « Ma jeunesse est là-bas vers le Tibre romain! ». La mienne et aussi mon âge mûr sont restés là-bas vers l’Arno toscan, dans cet Institut qui va maintenant commencer son deuxième demi-siècle d’existence en cette Florence accueillante et belle ».

### L'istituto nell'Italia repubblicana
Le tante iniziative, conferenze, presentazioni, dibattiti, spettacoli, proiezioni che hanno accompagnato la storia dell'istituto nella città hanno creato le condizioni per proporre sulla scena fiorentina il passaggio di numerose personalità della cultura francese, italiana e francofona, come mostra l'elenco "100 artisti per 100 anni" comprendente una parte degli artisti e degli intellettuali passati dall’istituto nel suo primo secolo di vita, messo a disposizione dalla responsabile alla comunicazione dell'IFF, Francesca Ristori, in occasione del centenario:
Marcel Achard, Adonis, Jean-Paul Alègre, Fanny Ardant, Sabine Azéma, Jérôme Bel, Tahar Ben Jelloun, Juliette Binoche, Jane Birkin, Davide Bombana, Yves Bonnefoy, Henri Bosco, Pierre Boulez, Michel Butor, Emmanuel Carrère, Jean-Claude Carrière, Roberto Castello, Claude Chabrol, Elisabeth Chaplin, François Châtelet, René Clair, Florence Clerc, Francesca Comencini, Giuseppe Conte, Michel Dalberto, Michel Deguy, Catherine Deneuve, Jérôme Deschamps, Paul Eluard, Piero Farulli, Lucien Febvre, Ivan Fedele, Maurice Genevoix, Jonathan Gilad, Francis Girod, Julien Gracq, Mina Gregori, Jean-Claude Grumberg, Isabelle Huppert, Jacques Ibert, Eugène Ionesco, Gilles Jacob, Irène Jacob, Claude Jade, Vladimir Jankélévitch, Agnès Jaoui, Louis Jouvet, Anna Karina, Yasmina Khadra, Nacer Khemir, Jacques Lassalle, Francesca Lattuada, Philippe Le Guay, Mario Luzi, Macha Makeïeff, Bruno Mantovani, Jean-Pierre Marielle, Claude Miller, Frédéric Mistral, Mario Monicelli, Eugenio Montale, Jeanne Moreau, Edgar Morin, Bernard Noël, Philippe Noiret, Rachid Ouramdane, Daniel Pennac, Francis Ponge, Georges Prêtre, Jean-Guihen Queyras, Giovanni Raboni, Jean-Paul Rappeneau, Madeleine Renaud, Pierre Renoir, Alain Resnais, Claude Rich, Christian Rizzo, Alain Robbe-Grillet, Jean-Christophe Rufin, Karine Saporta, Nathalie Sarraute, Henri Sauguet, Maurice Schumann, Serguei, Michel Serres, Maria Luisa Spaziani, Sergio Staino, Jean Starobinski, Antonio Tabucchi, Jean Tardieu, Bertrand Tavernier, Paolo e Vittorio Taviani, Jean-Yves Thibaudet, Daniel Toscan du Plantier, Serge Toubiana, Tristan Tzara, Vercors, Antoine Vitez, Lambert Wilson, Michel Zink.
Al piano terra di Palazzo Lenzi, in Piazza Ognissanti 1, dal 1982 è presente la Librairie française de Florence che, in collaborazione con l’istituto, «persegue l’obiettivo ambizioso di coniugare l’atmosfera di una libreria parigina con le esigenze di una clientela variegata e in continua evoluzione».
A metà anni '80 il direttore Daniel Arasse ideò il Festival France Cinéma di Firenze che, dal 1986 al 2008, avrebbe rappresentato la più importante manifestazione dell'industria cinematografica d'Oltralpe in Italia, diretta da Aldo Tassone e Françoise Pieri. Nel 2009, l'eredità di questa esperienza venne raccolta dal nuovo festival France Odeon.
Nel 2000 si è costituita l’Associazione Amici dell’Istituto Francese di Firenze, che si pone in continuità con l’omonima associazione fondata a Parigi il 19 giugno 1908.

### La biblioteca-mediateca
La biblioteca dell’IFF nacque con l’istituto, nel 1907. Inizialmente rivolta a un pubblico di universitari e specialisti, il primo fondo della biblioteca venne fornito da una donazione dell’Università di Grenoble. Col tempo il patrimonio si è accresciuto con acquisti di fondi antichi (circa 500 opere pubblicate tra il XVI e il XVIII secolo), la creazione di sezioni di storia dell’arte, di letteratura italiana (pensata per studenti, dottorandi e insegnanti francesi) e di letteratura francese (per studiosi italiani), la costituzione di una emeroteca (con circa 450 abbonamenti a periodici archiviati nel corso del tempo). Beneficiando di numerose donazioni, la biblioteca durante il Novecento accrebbe il suo patrimonio librario e, progressivamente, donò parte delle sue collezioni ad altre biblioteche presenti a Firenze per meglio adattare i suoi fondi in funzione delle tipologie degli utenti.
Col nuovo secolo, nel 2004 la biblioteca aveva raggiunto un patrimonio di circa 60.000 opere. Quell’anno il governo francese, intenzionato a ridurre la spesa pubblica, decise di vendere una parte dei locali occupati dall’IFF. L’edificio era costituito da due palazzi che erano stati riuniti nel XVII secolo: il Palazzo Lenzi, situato su Piazza Ognissanti, e il Palazzo Frescobaldi, collocato sulla parte posteriore. Furono così venduti i locali del Palazzo Frescobaldi e l’edificio riprese la sua fisionomia originale quattrocentesca. Divenne necessario trovare una nuova collocazione per una parte delle riserve della biblioteca, da tempo conservate nei locali messi in vendita, e riorganizzare la fisionomia delle varie collezioni. Grazie al sostegno dell’Associazione Amici dell’Istituto Francese di Firenze e col partenariato delle istituzioni locali, le più antiche riserve della biblioteca furono spostate presso altre biblioteche presenti sul territorio fiorentino e toscano. Il deposito più importante si trova attualmente presso la Biblioteca Lazzerini di Prato; altri depositi sono stati ripartiti, nel 2009, presso le biblioteche Forteguerriana e San Giorgio di Pistoia, presso quella del Gabinetto Vieusseux di Firenze, quella comunale di Montale e quella del Liceo Gramsci Keynes di Prato.

### Un istituto di cultura per il XXI secolo
« Una stazione della metropolitana parigina nel centro di Firenze», questa l’immagine dell’istituto veicolata dalla sua équipe all’inizio del XXI secolo, evocando il rapporto di lunga durata tra la città toscana e la capitale di Francia che ha caratterizzato molti momenti del passato e che viene proposto di rinnovare negli anni di Internet, delle fonti digitali, degli studenti Erasmus, dei social media, facendo leva su un’esperienza che oramai è più che secolare. In effetti, a 110 anni dalla fondazione l’istituto ha fortemente articolato le sue attività. La realtà consolidata dei corsi di insegnamento di francese garantisce la solidità e la continuità del suo funzionamento, che ha nella mediateca, rinnovata nel 2016, e posta al piano terra di Palazzo Lenzi, un moderno strumento di informazione e formazione che si avvale delle collezioni storiche di libri, di una emeroteca in continuo aggiornamento, di una videoteca, di strumenti elettronici e multimediali di vario tipo con una tipologia di utenti che abbraccia età, competenze e professioni assai diverse, e che ha nel rapporto con le scuole e le università toscane un suo punto di forza. La Biblioteca-Mediateca è diretta da Justine Grou-Radenez.
Avvalendosi dell’eredità del festival France Cinéma di Firenze (1986-2008), dal 2009 ogni anno viene organizzata la rassegna cinematografica France Odeon. Diretto da Francesco Ranieri Martinotti, il festival opera in stretta collaborazione con l'IFF, l'Ambasciata di Francia e la Regione Toscana, e propone una selezione dei migliori film francesi e francofoni con proiezioni in sale cinematografiche fiorentine (come il Cinema La Compagnia, il Cinema Odeon) e presso la sala teatro dell’istituto.
Nell'ultimo periodo sono state particolarmente valorizzate le iniziative con la cultura del mondo francofono, ad esempio con le collaborazioni nell'ambito del Festival au Désert o le iniziative con le comunità straniere francofone presenti in Toscana.
Una iniziativa particolarmente significativa, ideata dalla direttrice Isabelle Mallez, è stata quella di portare a Firenze le forme e le atmosfere più popolari della ricorrenza del 14 luglio, festa nazionale francese, organizzando serate di ballo e musica in piazza, di fronte all'istituto. Da ricordare quella del 14 luglio 2016, interrotta improvvisamente per le tragiche notizie provenienti da Nizza.
Palazzo Lenzi ospita la sede del Consulat général de France à Florence (Consolato generale di Francia a Firenze). Nel 2023 Console generale e direttore dell'IFF è Guillaume Rousson; responsabile dell'ufficio è Sophie Roche.

## Attività e missione
L’Istituto francese, oggi, è parte integrante dell’Institut français Italia, nato il primo gennaio 2012 dal raggruppamento del Servizio di cooperazione e azione culturale dell’Ambasciata di Francia in Italia (Service de coopération et d’action culturelle de l’Ambassade de France en Italie, SCAC) con l’Ufficio di cooperazione linguistica e artistica (Bureau de coopération linguistique et artistique, BCLA), che ha come missione il rafforzamento degli scambi tra Francia e Italia e la promozione della cultura francese in Italia. Le attività e gli obiettivi prioritari dell’IFF, nell’ambito del progetto generale dell’Institut français Italia, mirano a farne un centro di diffusione intellettuale capace di coprire aspetti della cooperazione in diversi ambiti:
- Universitario: con accordi e forme di partenariato con le università toscane, i centri di ricerca e l’Istituto universitario europeo di San Domenico a Fiesole, favorendo la mobilità di studenti e ricercatori;
- Artistico: col sostegno alla creazione contemporanea promuovendo la produzione francese sulla scena artistica toscana, con forme di partenariato con le istituzioni e i festival locali, soprattutto nell’ambito del cinema, della danza e di altre forme artistiche, col sostegno di partner e sponsor privati francesi e italiani;
- Culturale: con lo sviluppo degli scambi tra professionisti e la collaborazione nella gestione e valorizzazione del patrimonio e dei beni culturali, dell’architettura del paesaggio, dei musei;
- Linguistico ed educativo: con la promozione della lingua francese, attraverso l’organizzazione di corsi e la messa a disposizione di risorse on-line dell’Institut français di Parigi.

## Amministrazione

### I direttori dell'Istituto Francese di Firenze
- Julien Luchaire (1908-1920)
- Gustave Soulier (1920-1921)
- Henri Graillot (1921-1938)
- Pierre Ronzy (1938-1954)
- Guy Tosi (1954-1962)
- Jean-René Vieillefond (1962-1969)
- Jacques Mettra (1969-1977)
- Bernard Poli (1977-1982)
- Daniel Arasse (1982-1989)[56]
- Noëlle Chatelet (1989-1991)
- Michel Pierre (1991-1996)
- François Roche (1996-2000)
- Jérôme Bloch (2001-2005)
- Bernard-Claude Micaud (2005-2009)
- Anita Dolfus (2009-2011)
- Anne Rabeyroux (2011-2013)
- Isabelle Mallez (2013-2018)[76][77]
- Manon Hansemann (2018-2022)[78][79]
- Guillaume Rousson (2023-)[80]

### Altri membri
- Émile Bertaux (1909), direttore della sezione di storia dell’arte
- Henri Bosco (1909-1911), borsista dell’Università di Grenoble
- Louis Chadourne (1910), segretario
- Romain Rolland (1911), direttore della sezione musicale
- Benjamin Crémieux (1911-1914), responsabile dell’Ufficio informazioni, relazioni e scambi
- Paul-Marie Masson, docente e fondatore dell’Istituto francese di Napoli
- Augustin Renaudet, in soggiorno di studio
- Jean Alazard, docente
- Pierre Jourda, conferenziere
- Henri Bédarida, docente di letteratura italiana
- Jean Seznec, lettore e vicedirettore nel 1938
- Gaëtan Picon (1954-1955) docente di letteratura
- Philippe Renard, docente di letteratura italiana
- Yves Renouard, docente di storia
- Georges Londeix (1963-1969) docente

### Libri
- (FR) Université de Grenoble (a cura di), Commémoration du cinquantenaire de l'Institut français de Florence 1908-1959, Grenoble, Université de Grenoble, 1963.
- (FR) Julien Luchaire, Confession d’un français moyen, Firenze, Leo S. Olschki, 1965, ISBN 978-88-222-1798-1.
- (FR) Isabelle Renard, L'Institut français de Florence (1900-1920). Un épisode des relations franco-italiennes au début du XXe siècle, in 22, VIII, Roma, Collection de l'École française de Rome, 2001, ISBN 978-2-7283-0579-7.
- Maurizio Bossi, Marco Lombardi e Raphaël Muller, La cultura francese in Italia all’inizio del XX secolo. L’Istituto Francese di Firenze, in Atti del Convegno per il centenario (1907-2007), Gabinetto Scientifico Letterario G.P. Vieusseux, vol. 19, Firenze, Leo S. Olschki, 2010, ISBN 978-88-222-5952-3.

### Tesi universitarie
- Isabelle Renard, Présence culturelle de la France en Italie : l'Institut français de Florence, 1900-1920, Thèse de doctorat en Histoire, Université Pierre-Mendès-France, Grenoble, tutor Daniel Grange, 1997.
- Elisa Sanna, L'istituto francese di Firenze tra le due guerre mondiali (1920-1938), Tesi di laurea magistrale in Scienze storiche, Università degli Studi di Firenze, relatore Roberto Bianchi, anno accademico 2014/2015.
- Claudia Terilli, Giovani e politica tra Grande Guerra e dopoguerra: la Lega latina della gioventù, Tesi di laurea magistrale in Scienze Storiche, Università degli Studi di Firenze, relatore Roberto Bianchi, Anno accademico 2015/2016.
- Matteo Bertolla, Intellettuali, guerra e propaganda. L'Istituto francese di Firenze e il Repertorio per le relazioni intellettuali tra paesi latini, 1916-1917, Tesi di laurea in Storia, Università degli Studi di Firenze, relatore Roberto Bianchi, anno accademico 2019/2020.
- Ginevra Trambusti, Guerra, propaganda e relazioni culturali: i francesi del repertorio per le relazioni intellettuali tra paesi latini, 1916-1917, Tesi di laurea in Storia, Università degli Studi di Firenze, relatore Roberto Bianchi, anno accademico 2021/2022.

### Articoli
- Isabelle Renard, « Il Grenoble ». Il primo istituto francese al mondo, traduzione di Filippo Martellucci, VIII, 22, Firenze, Antologia Vieusseux, 2002,  pp. 35-73.
- Roberto Bianchi, L’Istituto Francese di Firenze all’inizio del Novecento, «Antologia Vieusseux», a. 17, n. 46-47, 2011, pp. 167–172.
- Marco Lombardi, 27 aprile 1908: inaugurazione dell’Istituto Francese di Firenze, su Portale Storia di Firenze, Aprile 2014. URL consultato il 30 settembre 2017.
- Roberto Bianchi, Patrizia Dogliani, Caterina Zanfi, Le relazioni culturali e intellettuali tra Italia e Francia dalla Grande Guerra al Fascismo. Introduzione, «Storicamente», 14 (2018), no. 10.
- Monica Pacini, La diplomazia culturale di Luchaire nella Firenze di primo Novecento, «Storicamente», 14 (2018), no. 10.
- Elisa Sanna, Dopo la guerra: la riorganizzazione dell’Istituto francese di Firenze tra anni Venti e Trenta, «Storicamente», 14 (2018), no. 10.
- Claudia Terilli, “1914-1924 tra Francia e Italia: dalla Grande Guerra al fascismo”: resoconto del convegno del 12 marzo 2016, Parigi, «Hypotheses», 18 aprile 2016.